# Neoarchaikum
| Äon                              | Ära                          | Periode | ≈ Alter (mya) |
| später                           | später                       | später  | jünger        |
| -------------------------------- | ---------------------------- | ------- | ------------- |
| A r c h a i k u m Dauer: 1500 Ma | Neoarchaikum Dauer: 300 Ma   |         | 2500 ⬍ 2800   |
| A r c h a i k u m Dauer: 1500 Ma | Mesoarchaikum Dauer: 400 Ma  |         | 2800 ⬍ 3200   |
| A r c h a i k u m Dauer: 1500 Ma | Paläoarchaikum Dauer: 400 Ma |         | 3200 ⬍ 3600   |
| A r c h a i k u m Dauer: 1500 Ma | Eoarchaikum Dauer: 400 Ma    |         | 3600 ⬍ 4000   |
| früher: Hadaikum                 |                              |         |               |

Das Neoarchaikum ist ein geologisches Zeitalter. Es stellt innerhalb des erdgeschichtlichen Äons des Archaikums das letzte von vier Zeitaltern (Neoarchaikum = neues Archaikum) dar. Es beginnt vor  2800 Millionen Jahren mit dem Ende des Mesoarchaikums und endet vor 2500 Millionen Jahren mit dem Beginn des Paläoproterozoikums.

## Etymologie
Die Wortzusammensetzung Neoarchaikum ist abgeleitet vom Altgriechischen νέος néos „neu, frisch“ und ἀρχαῖος arkhaîos „beginnend, ursprünglich“. Neoarchaikum bedeutet somit „Neues Ursprüngliches“.

## Definition und Neudefinition
Im Zuge des Abrückens von rein radiometrisch bestimmten Altersgrenzen, willkürlich festgelegt durch GSSAs, machten Felix M. Gradstein und Kollegen im Jahr 2012 den Vorschlag, das GSSP-Prinzip so weit wie möglich auch im Präkambrium anzuwenden. Das Neoarchaikum ist nach wie vor rein chronologisch über die Absolutalter 2800 und 2500 Millionen Jahre definiert. Eine stratigraphisch orientierte Neugliederung war 2012 von Martin Van Kranendonk und Kollegen erarbeitet worden.
Demnach enthält das Neoarchaikum folgende zwei Perioden:
- Methanium mit einer Dauer von 2780 bis 2630 Millionen Jahre
- Siderium mit einer Dauer von 2630 bis 2420 Millionen Jahre.

Gemäß diesem Vorschlag beginnt das Methanium 20 Millionen Jahre nach dem Beginn des Neoarchaikums, hingegen endet das Siderium 80 Millionen Jahre nach Ende des Neoarchaikums. Beide neudefinierten Perioden zusammen genommen sind somit 60 Millionen Jahre länger als das 300 Millionen Jahre umfassende klassische Neoarchaikum.
Dieser Vorschlag ist aber bis jetzt (Stand 2022) von der ICS noch nicht aufgegriffen bzw. ratifiziert worden.

## Einführung
Ab 2780 Millionen Jahre trat der Planet Erde in ein Stadium umwälzender, irreversibler Veränderungen ein. Dieser Reifeprozess transformierte die junge, heiße, sehr rasch konvektierende Erde – die nur kleine, vorwiegend untergetauchte Kontinente aufwies und so gut wie keine Plattentektonik – und mit Prokaryoten nur einfache Lebensformen kannte – in einen wesentlich kühleren Erdball. Erstmals entstanden jetzt große, rigide, herausragende, kontinentale Landmassen, Plattentektonik mit einem Superkontinentzyklus setzte ein und das Leben wurde mittels neu entstandener Eukaryoten komplexer.
Die globalen geologischen Veränderungen waren offensichtlich mit chaotischen Auswirkungen in der Biosphäre verknüpft – erkennbar an den allzeit größten, biologisch verursachten, geochemischen Abweichungen (Isotopenexkursionen) sowie an der Entstehung bedeutender Erzlagerstätten – darunter riesige Ablagerungen von Bändererzen ab 2630 Millionen Jahre.
Diese Periode absoluter Instabilität sollte bis um 2420 Millionen Jahre BP andauern.

## Charakterisierung

### Viskositätszunahme
Neuere Forschungen deuten darauf hin, dass erstmals im Neoarchaikum die Voraussetzungen für das Entstehen höherer Gebirge gegeben waren. In den Zeitaltern davor war die kontinentale Lithosphäre aufgrund ihrer geringeren Viskosität (hohe Temperatur und damit geringere Dicke) für topographische Erhöhungen von mehr als 2.500 Metern noch nicht ausreichend tragfähig.

### Magmatismus und Krustenwachstum

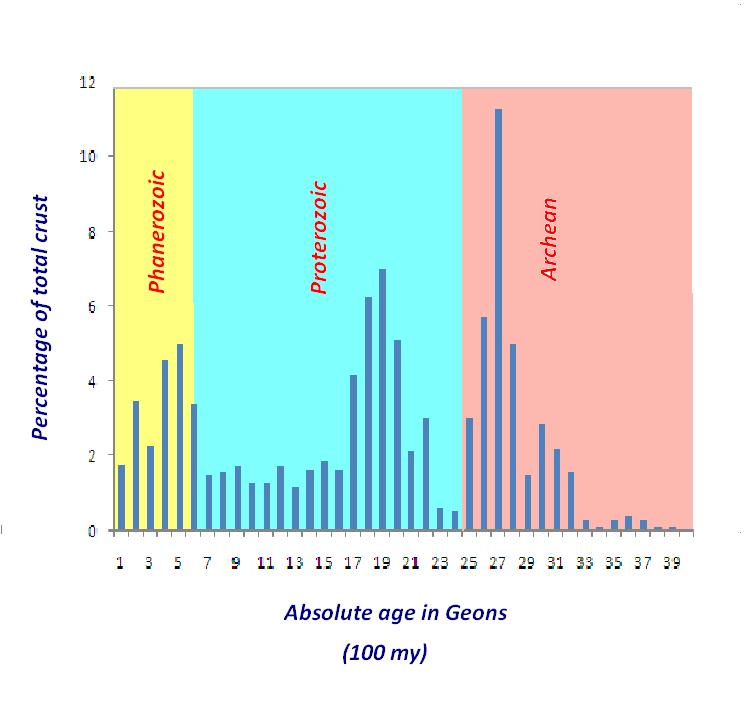
Die Krustenneubildungsalter zeigen nach Condie (2006) ein eindeutiges Maximum im Geon 27 während des Neoarchaikums

In das Neoarchaikum fällt ein in der Erdgeschichte einmaliger Puls magmatischer Aktivität, das so genannte Spätarchaische Superereignis. Es führte im Zeitraum 2700 bis 2500 Millionen Jahre zu einem enormen Krustenwachstum und wahrscheinlich zur Bildung eines oder mehrerer Superkontinente (Kenorland bzw. Superia und Sclavia). Maxima in den Zirkonaltern und in der Häufigkeitsverteilung von Grünsteingürteln und mit ihnen assoziierten, orogenen Goldvorkommen unterstreichen die Bedeutung dieses Ereignisses.
Dieses enorme Krustenwachstum wurde von Taylor und McLennan (1985) auf rund 40 % des heutigen Krustenbestandes eingeschätzt. Ihnen zufolge soll sich die Erdkruste ausgehend von 30 % des heutigen Werts bei 2700 Millionen Jahren auf 70 % bei 2500 Millionen Jahren ausgedehnt haben. Modellrechnungen zeigen, dass fast 100 % der kontinentalen Kruste bereits um 2500 Millionen Jahre oder schon etwas früher geformt worden war – und sämtliches später erfolgende Anwachsen durch die Effekte Subduktion/Erosion ausbalanziert wurde.
Die Ursache des enormen Magmatismus ist möglicherweise in einer katastrophalen Umwälzbewegung des Erdmantels (engl. flush instability) zu suchen.

### Spätarchaisches Superereignis und Methanfreisetzung
Bedingt durch den gestiegenen Vulkanismus dieses so genannten spätarchaischen Superereignisses (engl. Late Archean superevent) wurde u. a. auch verstärkt Methan in die Erdatmosphäre freigesetzt, welche zu diesem Zeitpunkt noch praktisch keinen freien Sauerstoff vorweisen konnte (der Methangehalt betrug zum damaligen Zeitpunkt 1000 ppm, der Sauerstoffgehalt weit weniger als 1 % des heutigen Niveaus).

### Lagerstättenbildung
In direktem Zusammenhang mit dem spätarchaischen Superereignis dürfte auch die meist etwas später erfolgende Bildung orogener Goldlagerstätten stehen, die weltweit um 2650 Millionen Jahre in Grünsteingürteln mineralisierten. Im Englischen als Global gold event bekannt, entstanden zu dieser Zeit auf mehreren Kratonen riesige Goldvorkommen (engl. Giant gold deposits).

### Bändererze
Die letzte Phase des Neoarchaikums wird durch die weltweite Bildung von Bändererzen charakterisiert. Ein Großteil des in den Ozeanen gelösten Eisens wurde dadurch gefällt, so dass ab dem Paläoproterozoikum die Sauerstoffkonzentration im Meerwasser und schließlich auch in der Erdatmosphäre ansteigen konnte (siehe hierzu auch Große Sauerstoffkatastrophe).

## Entwicklung des Lebens

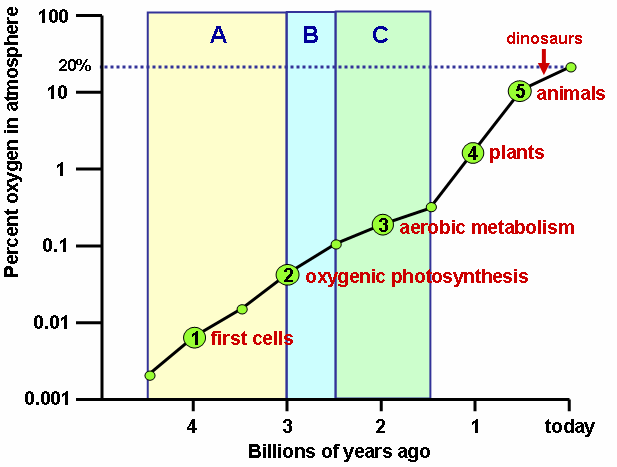
Die Sauerstoffentwicklung in der Erdatmosphäre im Verlauf der Erdgeschichte

Das Neoarchaikum erlebte eine Erhöhung in der atmosphärischen Sauerstoffkonzentration, nachdem Cyanobakterien bereits im Mesoarchaikum zur oxygenierten Photosynthese übergegangen waren. Die fortlaufend veränderten Umweltbedingungen im Neoarchaikum setzen es von den vorangegangenen Ären ab – wie beispielsweise drastische Unterschiede in der Zusammensetzung der Erdatmosphäre sowie und in der Bodenbeschaffenheit. Dies ermutigte die Metabolismen der Mikroben, sich weiterzuentwickeln und weiter zu differenzieren.
Auf den neugebildeten, ausgedehnten Kontinentalschelfen siedelten sich in dieser Zeit Stromatolithen an und im Intervall 2780 bis 2420 Millionen Jahre vermehrten sich förmlich explosionsartig Mikroben, darunter insbesondere die methanotrophen Bakterien. Diese zum Teil chaotischen Veränderungen in der Biosphäre finden ihren Niederschlag in geochemischen Proxys (Stellvertretern), die für das Neoarchaikum teils sehr deutliche Anomalien (bzw. Exkursionen) aufweisen.
Hilfreich war möglicherweise die Zufuhr präbiotischer organischer Moleküle in Form von Meteoriten und Kometen oder auch durch rein abiotische Reaktionen. Das Wachstum juveniler kontinentaler Kruste und der Beginn von Plattentektonik während des Archaikums ermöglichte es Mikroorganismen, eine gestiegene Anzahl von Umweltnischen zu besiedeln, da jetzt eine größere Gesteinsvielfalt mit komplexerer Oberflächenchemie vorhanden war. Manche Metaboliker florierten, da sie an bestimmte Metalle gelangen konnten, wohingegen andere dies nicht konnten und sozusagen am Hungertuch nagten. So hat beispielsweise die Verfügbarkeit von Kupfer im Neoarchaikum wahrscheinlich Aerobier befördert.
Im vorangegangenen Archaikum war die Photosynthese womöglich noch durch Phosphormangel benachteiligt, welcher auf schlechtem biologischen Recycling unter anaerobischen Bedingungen beruhte. Dieser Engpass wurde im Neoarchaikum aber durch phosphorreiche Magmatite wettgemacht. Zusammen mit einer geodynamisch bedingten höheren Versenkungsrate an organischer Materie und höheren Oxidationsstufen in vulkanischem Schwefel und magmatischem Eisen wurde eine Konzentrationserhöhung an atmosphärischem Sauerstoff erzielt, der schließlich zu Beginn des Paläoproterozoikums in die Große Sauerstoffkatastrophe einmünden sollte.
Der früheste Hinweis auf mikrobielle Schwefeloxidation stammt aus der 2520 Millionen Jahre alten Gamohaan-Formation Südafrikas – schwefeloxidierende Bakterien hatten sich somit bereits vor der Großen Sauerstoffkatastrophe entwickelt.
Die ersten Eukaryoten finden sich in neoarchaischen Ablagerungen Südafrikas. Sie sind zwischen 2800 und 2700 Millionen Jahre alt und ähneln heutigen siphontragenden Mikroalgen. Die Gleichstellung dieser Mikrofossilien mit Eukaryoten wird jedoch kontrovers diskutiert und bleibt weiter umstritten.

## Wachstum der Kontinente

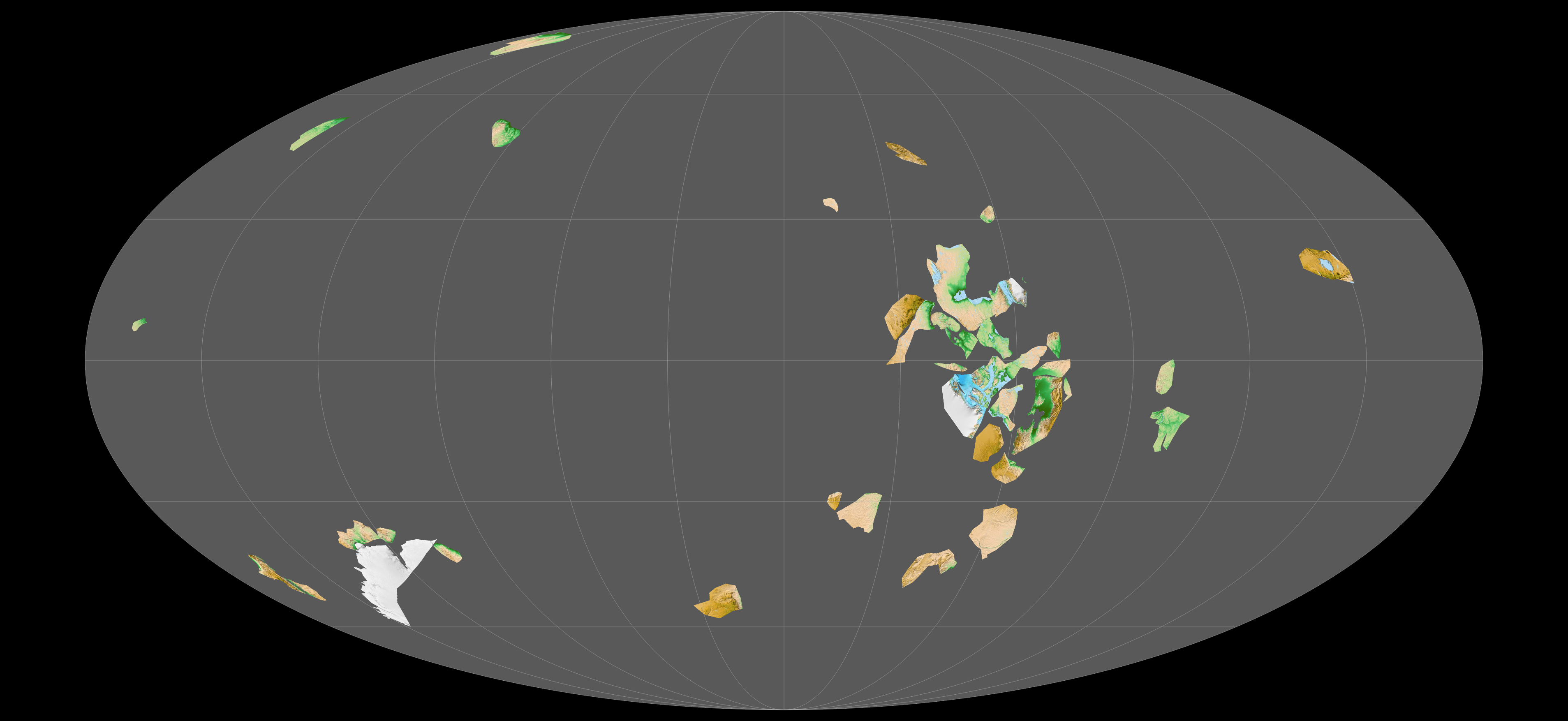
Rekonstruktion der Kontinentverteilung um 2650 Millionen Jahre BP

Während des Neoarchaikums soll sich vor 2700 Millionen Jahren der Superkontinent Kenorland gebildet haben. Das besondere Interesse an Kenorland sind seine im Kanadischen Schild gelegenen, vulkangebundenen, massiven Sulfid- sowie Gold- und Uranvorkommen. Neuere Forschungen stellen jedoch die Existenz von Kenorland in Frage und propagieren andere Superkontinente im Neoarchaikum wie beispielsweise Superia oder auch Vaalbara. Neuere geologische Erkenntnisse deuten jetzt darauf hin, dass sich die Churchill Province –  ein Teilabschnitt von Kenorland  – erst nach dem Neoarchaikum vor 1900 Millionen Jahren zu einem eigenen Kontinent Nuna formiert hatte. Dies fußt auf einer Untersuchung der paläoproterozoischen Deckschichten des nördlichen Kenorlands sowie auf der Sutur zwischen dem Rae- und dem Hearne-Kraton.
Der Superkontinentzyklus kann ausgehend von Pangäa anhand der Muster studiert werden, welche aus der Erhaltung der Kontinentfragmente und ihrer mineralischen Ablagerungen resultieren. Die bereits früher im Archaikum einsetzende Plattentektonik lieferte den Motor für Metamorphosen und Magmatismus, die ihrerseits wiederum einen sehr großen Beitrag zur kontinentalen Entwicklung beisteuerten. Das Studium des Auseinanderbrechens von Superkontinenten und ihre Neukonfigurierung verknüpft sowohl Prozesse im tiefen Erdinnern mit Prozessen an der Erdoberfläche. Inkorporiert werden hierbei auch sehr unterschiedliche geodynamische Modelle des frühen Paläoproterozoikums.
Das neugebildete Krustenmaterial bestand aus großen Granittrakten, die zwischen Grünsteingürtel eingelagert waren, aber auch aus hochgradigen Gneiszügen. In beiden Terranen finden sich gute Hinweise auf Plattentektonik.
Es wird angenommen, dass die damaligen Plattenbewegungen mindestens so schnell wie heute oder bis fünf mal schneller als im Phanerozoikum erfolgten.
Neben der direkten Krustenerzeugung aus Subduktions- und Akkretionsprozessen gibt es direkte Hinweise für die Bildung von archaischer Granit-/Grünsteinkruste unmittelbar aus Manteldiapiren (engl. mantle plumes). Manche Modellanschauungen schlagen auch Krustenbildung aus einer Überlagerung dieser beiden geodynamischen Prozesse (Manteldiapir- und Plattentektonik) vor.

### Geochemische Proxys
Charakteristisch sind beispielsweise sehr stark negative δ13C-Werte (bis zu – 15 ‰ VPDB, in organischen Kohlenwasserstoffen sogar bis – 61 ‰ VPDB). Gleichzeitig erreichen Spitzenwerte mit + 4 ‰ VPDB bereits ein etwas höheres Niveau als im vorangegangenen Archaikum. Auch die δ56Fe-Werte sanken sehr deutlich ab, so erreichten Minimalwerte ausgehend von – 1,5 ‰ zu Beginn des Neoarchaikums schließlich – 3,1 ‰. Ähnlich auch δ34S, dessen Minimalwerte von Werten um 0 ‰ auf – 20 ‰ zurückgingen. Im Gegensatz hierzu erhöhten sich die Δ33S-Werte von 0 ‰ auf + 8 ‰ gegen 2650 Millionen Jahre.
Diese mit einer sehr großen Streubreite versehenen Proxys belegen eindeutig das Ungleichgewicht der damaligen Biosphäre gegenüber geologischen Prozessen sowie die reduzierende Natur der Erdatmosphäre. Erst gegen 2450 Millionen Jahre sollte sich mit weiterer Auskühlung der Erde (sinkende Manteltemperaturen, siehe Archaikum-Proterozoikum-Grenze) und allmählichem Sauerstoffanstieg in der Erdatmosphäre ein erneutes Gleichgewicht einstellen.

## Vereisungen

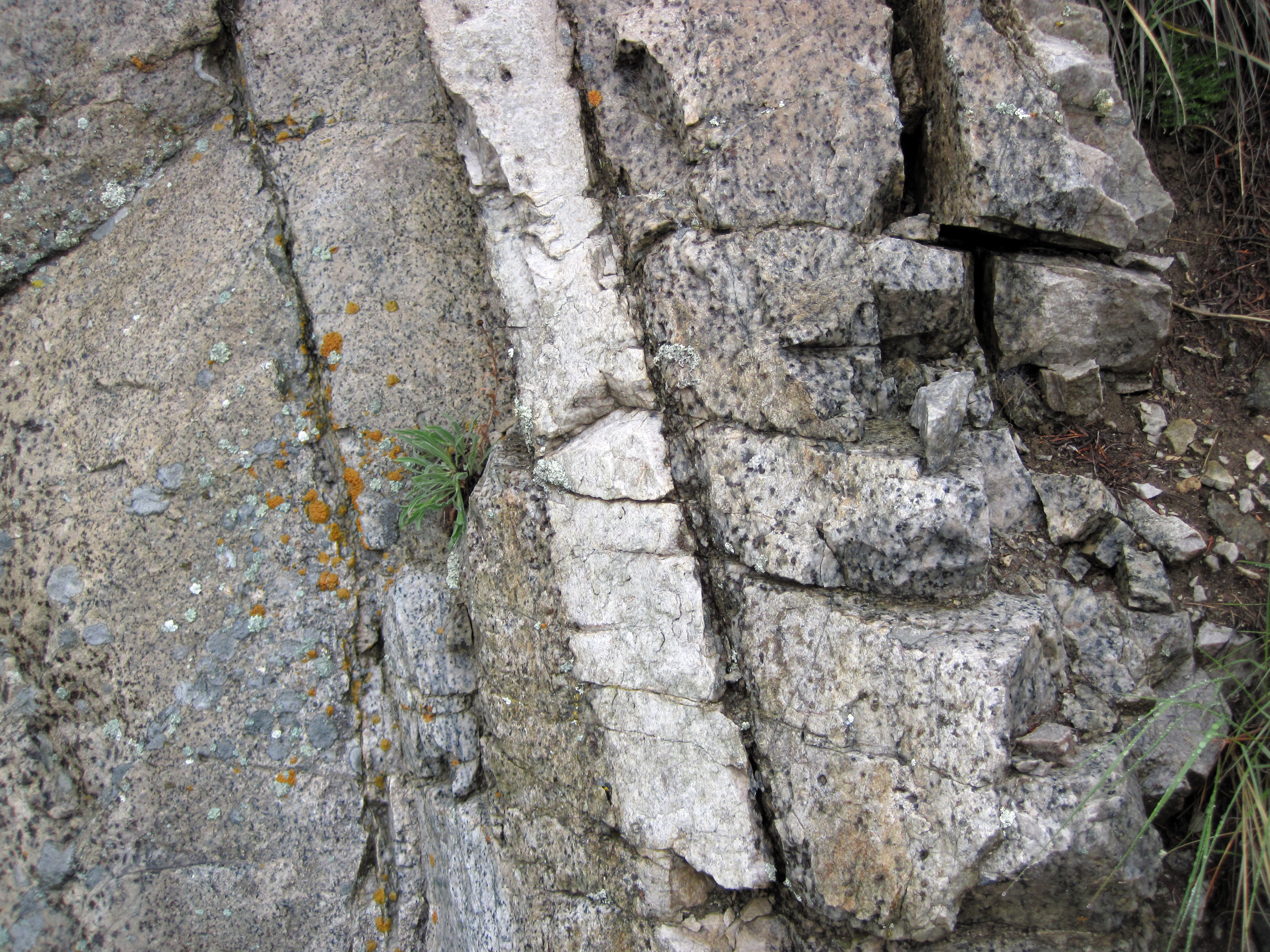
Plagioklas-Pyroxen-Wechsellagerung im Stillwater-Komplex in Montana

Insgesamt 15 Diamiktithorizonte belegen eine Vereisung in dem über 500 Meter mächtigen, rund 2700 Millionen Jahre alten Talya Conglomerate der Vanivilas-Formation im Süden Indiens. Eine zeitgleiche Vereisung wird auch direkt unterhalb des Intrusionskontaktes des Stillwater-Komplexes in Montana dokumentiert.

## Ereignisse
- 2960 bis 2760 Millionen Jahre:

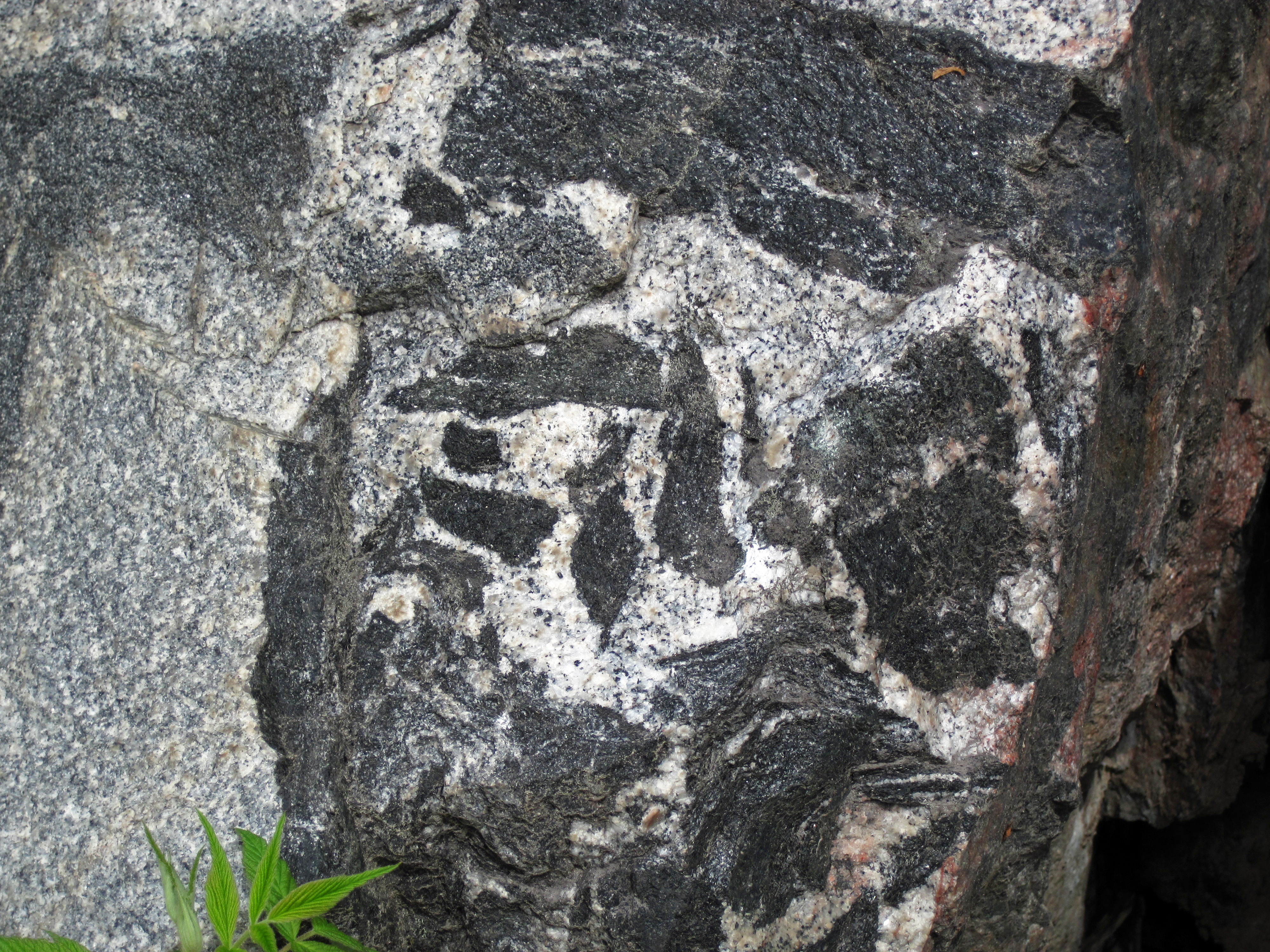
Inklusionen von Amphibolit im Giants Range Batholith in Nordost-Minesota

  - Ausbruch der Blake River Megacaldera, eines Supervulkans in Ontario/Quebec (Superior-Kraton)
- Um 2700 Millionen Jahre:
  - Insgesamt 15 Diamiktithorizonte belegen eine Vereisung in dem über 500 Meter mächtigen, rund 2700 Millionen Jahre alten Talya Conglomerate der Vanivilas-Formation im Süden Indiens.
- 2682 bis 2674 Millionen Jahre:
  - In die Wawa Subprovince des Superior-Kratons intrudiert der Giants Range Batholith im Nordosten Minnesotas
- 2600 Millionen Jahre:
  - Eindringen des Sacred Heart Granites in den Morton-Block der Minnesota River Valley Subprovince
- Zwischen 2530 und 2510 Millionen Jahre:
  - Eindringen des Closepet-Granits in den Peninsular Gneiss Complex (PGC) im Südindischen Dharwar-Kraton.

## Stratigraphie

### Bedeutende Sedimentbecken und geologische Formationen
- Brasilien:

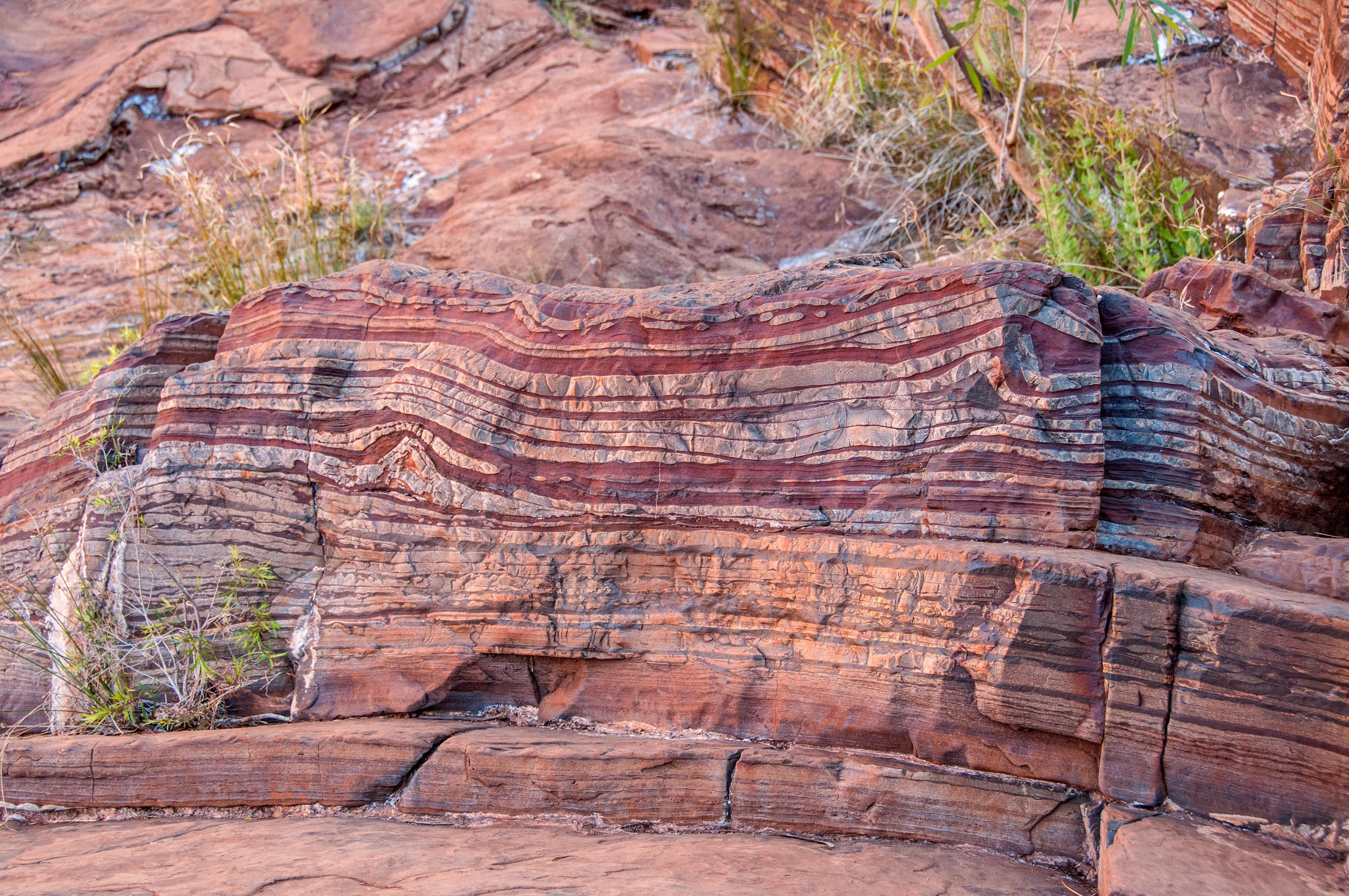
Bändererz in der Dales Gorge, Hamersley Range

  - Minas Supergroup im Osten Brasiliens – 2610/2580 bis 2420 Millionen Jahre
- China:
  - Östlicher Block des späteren Nordchina-Kratons – 2800 bis 2600 Millionen Jahre mit:
    - Taishan Group im westlichen Shandong – 2767 bis 2671 Millionen Jahre
      - Shangcaoyu-Formation – um 2671 Millionen Jahre
      - Yanlingguan-Formation – 2767 bis 2740 Millionen Jahre

    - Upper Anshan Group in Anshan – 2724 bis 2610 Millionen Jahre
      - Yingtaoyuan-Formation  und Cigou-Formation – 2724 bis 2660 Millionen Jahre

    - Ferner Jiaodong Group im östlichen Shandong, Jiapigou Group im südlichen Jilin, Jianping Group im westlichen Liaoning und Qianxi Group/Zhunhua Group/Dantazi Group/Badaohe Group/Miyun Group im östlichen Hebei
- Indien:
  - Dharwar Supergroup im Süden Indiens:
    - Chitrapura Group – 2700 bis 2600 Millionen Jahre
      - Ingaldhal-Formation – 2691 bis 2610 Millionen Jahre
      - Vanivilas-Formation – um 2700 bis 2691 Millionen Jahre

    - Bababudan Group – 2910 bis 2700 Millionen Jahre
      - Mundre-Formation/Jagar-Formation – 2718 bis zirka 2700 Millionen Jahre
      - Mulaingiri-Formation – um 2720 bis 2718 Millionen Jahre
      - Santaveri-Formation und Allampur-Formation – 2848 bis 2747 Millionen Jahre
- Kanada:
  - Yellowknife Supergroup – 2700 bis 2600 Millionen Jahre
- Südafrika:
  - Ventersdorp Supergroup auf dem Kaapvaal-Kraton – 2740 bis 2690 Millionen Jahre
  - Transvaal-Becken – 2670 bis 1900 Millionen Jahre
    - Transvaal Supergroup:
      - Ghaap Group im Griqualand-West-Gebiet – 2669 ± 5 bis 2450 Millionen Jahre
        - Campbellrand Subgroup und Malmani Subgroup – 2650 bis 2500 Millionen Jahre
        - Schmidtsdrif Subgroup – 2690 bis 2590 Millionen Jahre
          - Vryburg-Formation, korrelierbar mit Black Reef Quartzite Formation – 2642 Millionen Jahre

      - Chuniespoort Group  im Transvaal-Gebiet – 2588 ± 6 bis 2460 Millionen Jahre

- Westaustralien:
  - Hamersley-Becken

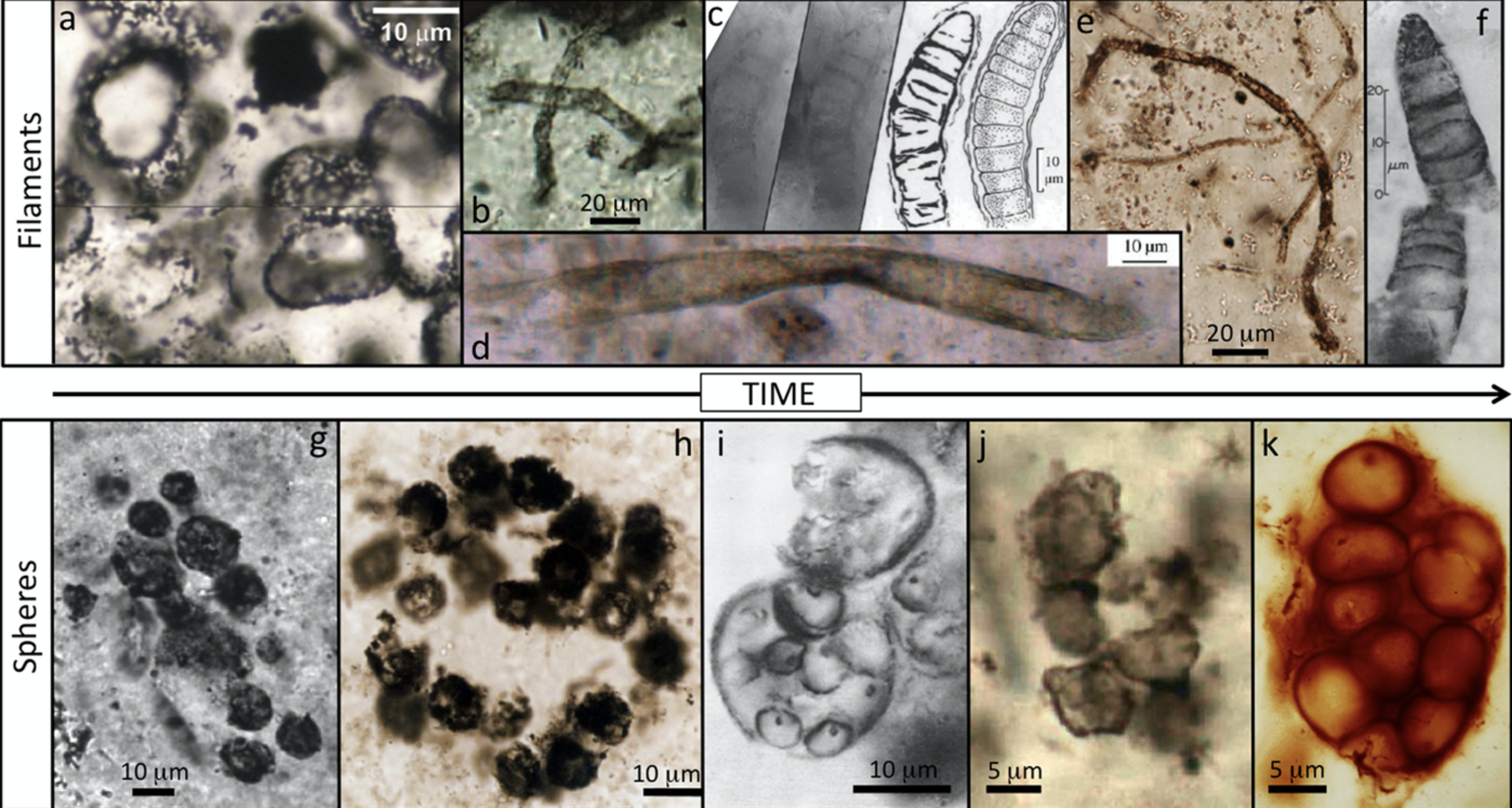
Die 2730 Millionen Jahre alte westaustralische Tumbiana-Formation (Abbildung c) enthält segmentierte Fadenfossilien (engl. segmented filaments)

    - Hamersley Group – 2715 bis etwa 2400 Millionen Jahre
    - Fortescue Group – 2780 bis 2630 Millionen Jahre mit:
      - Jeerinah Formation – um 2700 Millionen Jahre. Enthält Sterane als molekulare Biomarker.
      - Tumbiana Formation – um 2725 bis 2720 Millionen Jahre. Führt Stromatolithen und Mikrofossilien.
      - Mount Roe Basalt – ab 2780 Millionen Jahren. Enthält Paläobodenhorizonte.
- Vereinigte Staaten:
  - South Pass Greenstone Belt in Wyoming – 2700 bis 2600 Millionen Jahre

## Lagerstätten
- Chrom, Platin und Palladium:

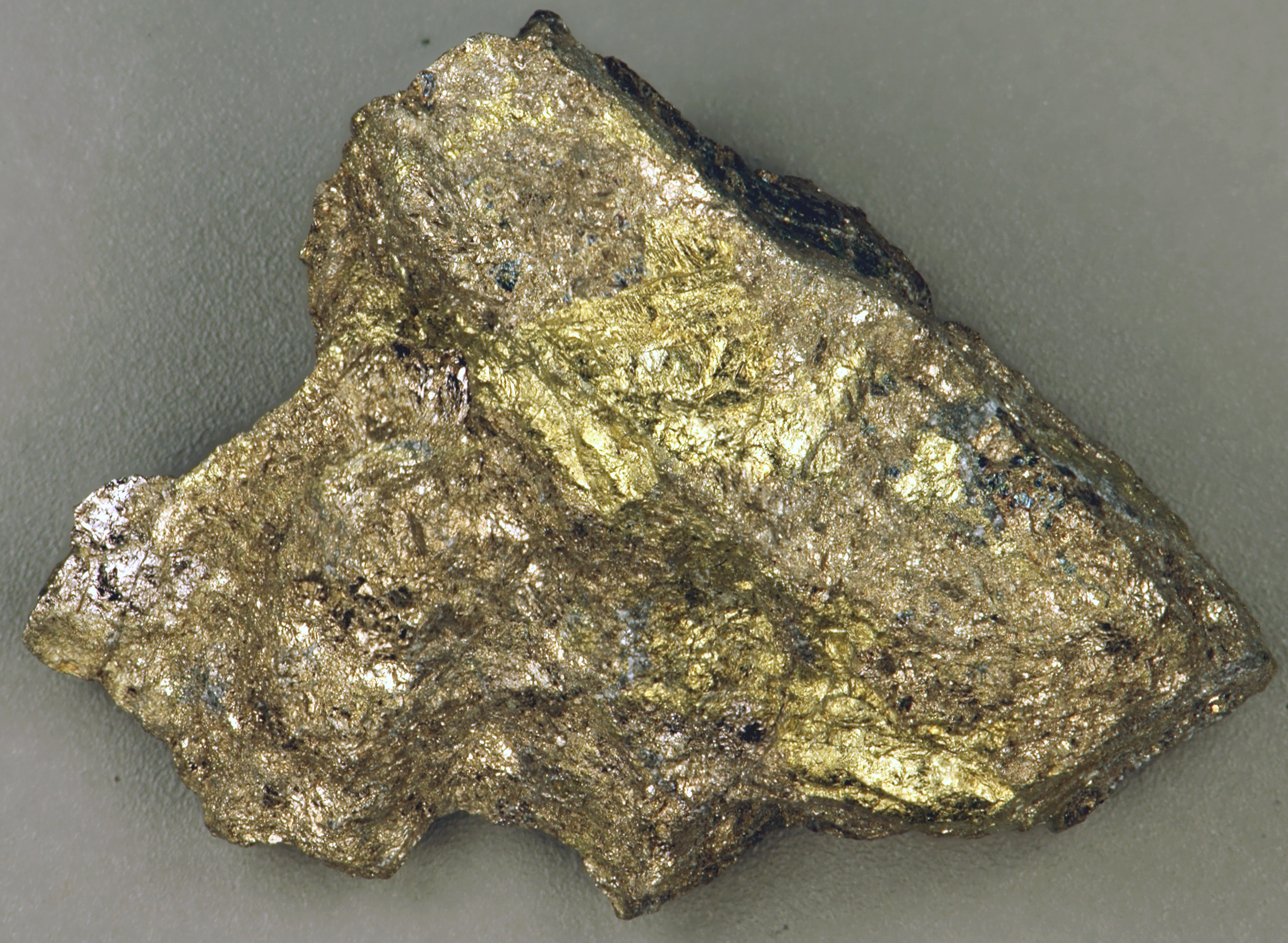
Massives Sulfiderz aus dem Stillwater-Komplex (J-M reef) mit Pt/Pd-reichen Chalkopyrit (gelb) und Pt-Pd-reichen Pyrrhotin (bräunlich)

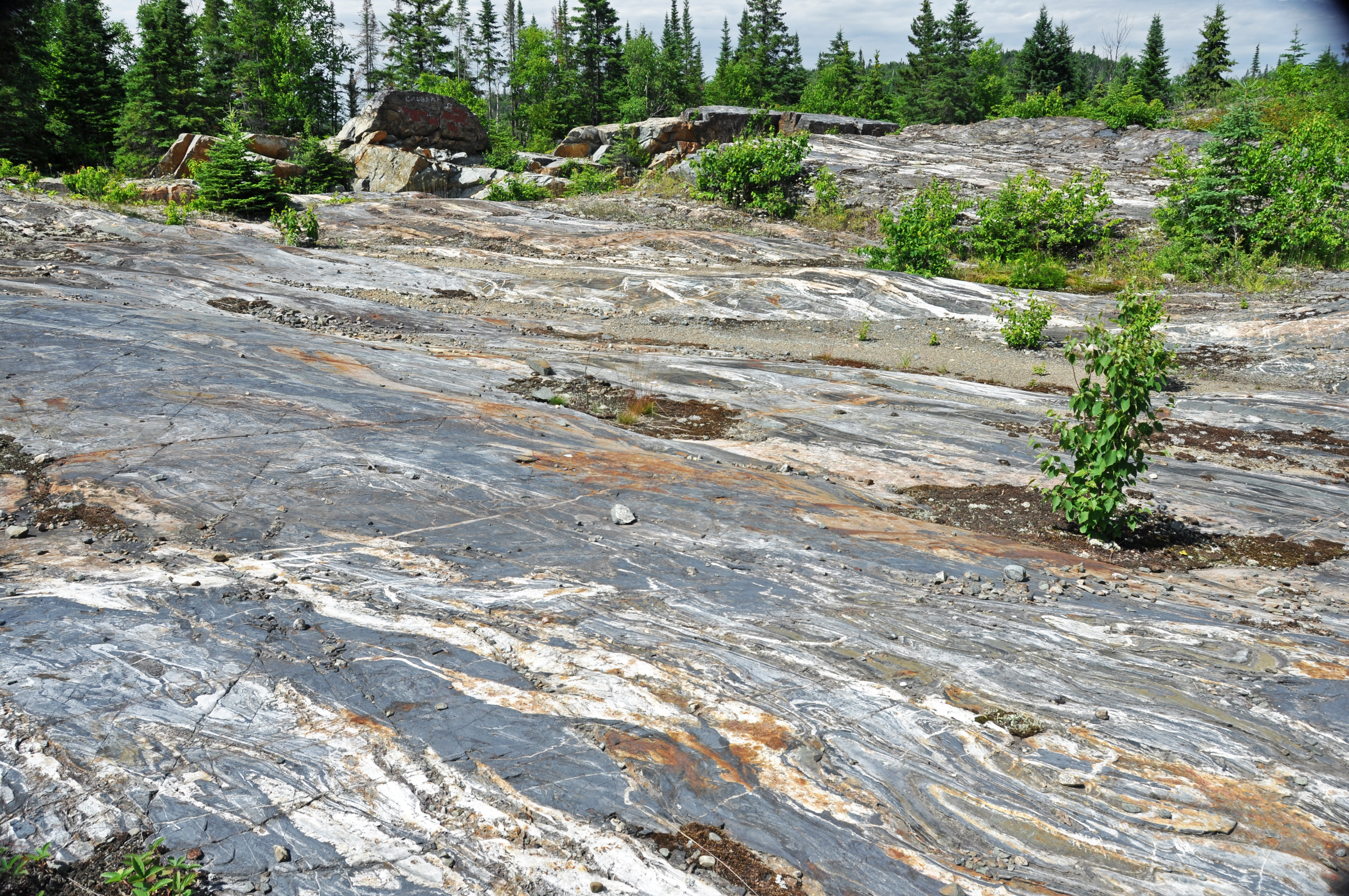
Die Michipicoten Iron Formation bei Wawa in Ontario

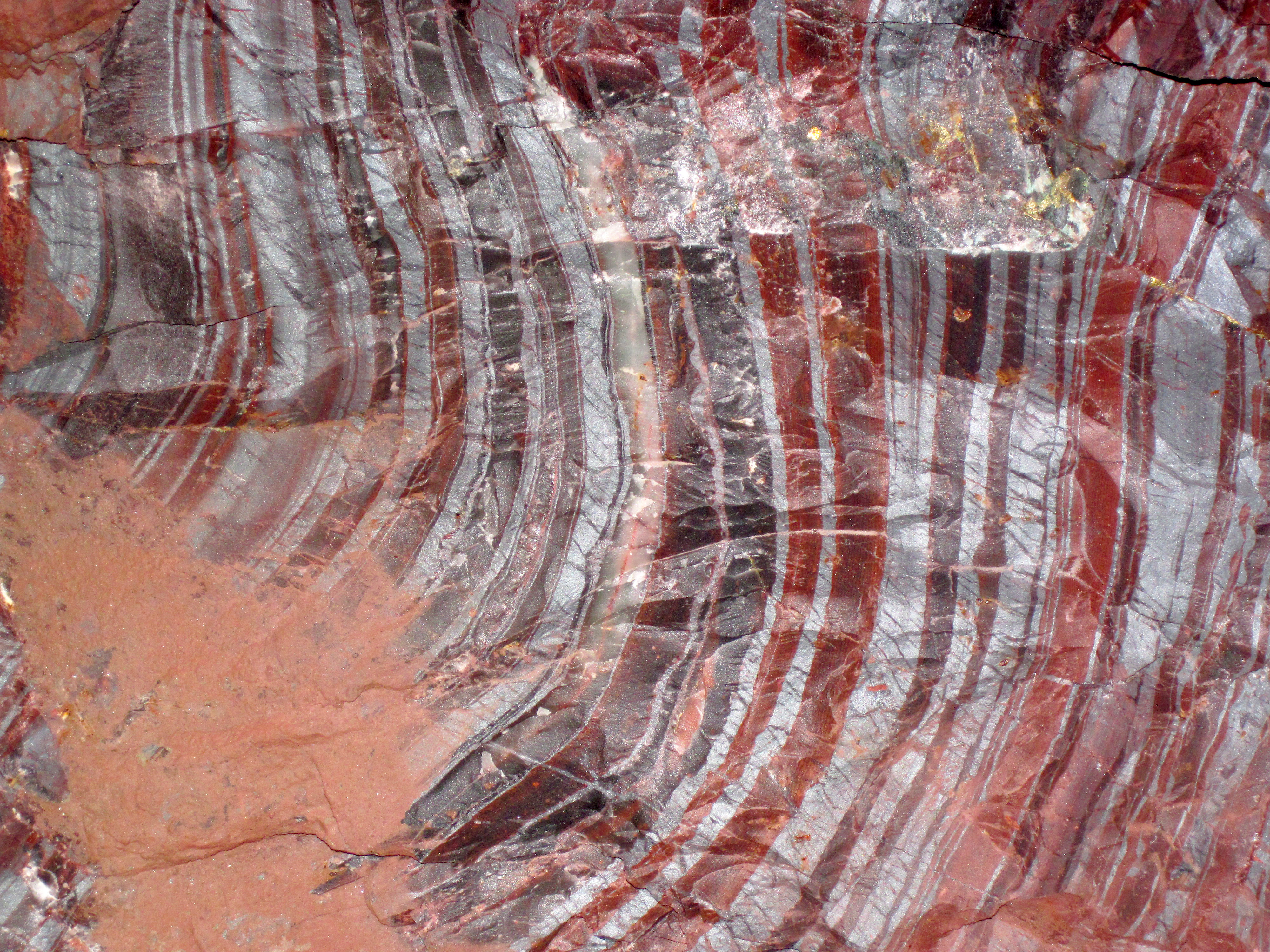
Jaspilit der rund 2690 Millionen Jahre alten Soudan Iron Formation im Norden Minnesotas

  - Stillwater-Komplex, Montana – 2700 Millionen Jahre
- Eisen (Bändererze):
  - Michipicoten Iron Formation, Kanada – 2744 bis 2696 Millionen Jahre
  - Marra Mamba Iron Formation in Westaustralien – 2630 Millionen Jahre
  - Cauê Banded Iron Formation der Itabira Group, Minas Supergroup in Brasilien – 2580 bis 2420 Millionen Jahre
  - Soudan Iron Formation in Minnesota – 2690 Millionen Jahre
- Gold:
  - Witwatersrand-Becken, Südafrika (mehrere Lagerstätten) – 3074 bis 2714 Millionen Jahre
  - Ventersdorp Contact Reef in Südafrika – 2729 ± 19 Millionen Jahre
  - Eastern Goldfields Province bei Kalgoorlie, Yilgarn-Kraton, Westaustralien – 2640 bis 2600 Millionen Jahre
    - Lagerstätte Golden Mile

  - Südlicher Abitibi-Grünsteingürtel in Kanada – jünger als 2670 Millionen Jahre
    - Lagerstätte Kirkland Lake
    - Lagerstätte McIntyre-Hollinger

  - Östlicher Dharwar-Kraton – älter als 2550 Millionen Jahre
    - Lagerstätte Kolar

  - Sukumaland-Grünsteingürtel des Tansania-Kratons – jünger als 2640 Millionen Jahre
    - Lagerstätte Bulyanhulu
    - Lagerstätte Geita

  - Rio-das-Velhas-Grünsteingürtel des São-Francisco-Kratons in Brasilien – jünger als–2710 Millionen Jahre
    - Lagerstätte Morro Velho
- Gold und Uran:
  - Witwatersrand-Becken, Südafrika (mehrere Lagerstätten) – 3074 bis 2714 Millionen Jahre

## Geodynamik
- Baltischer Schild:

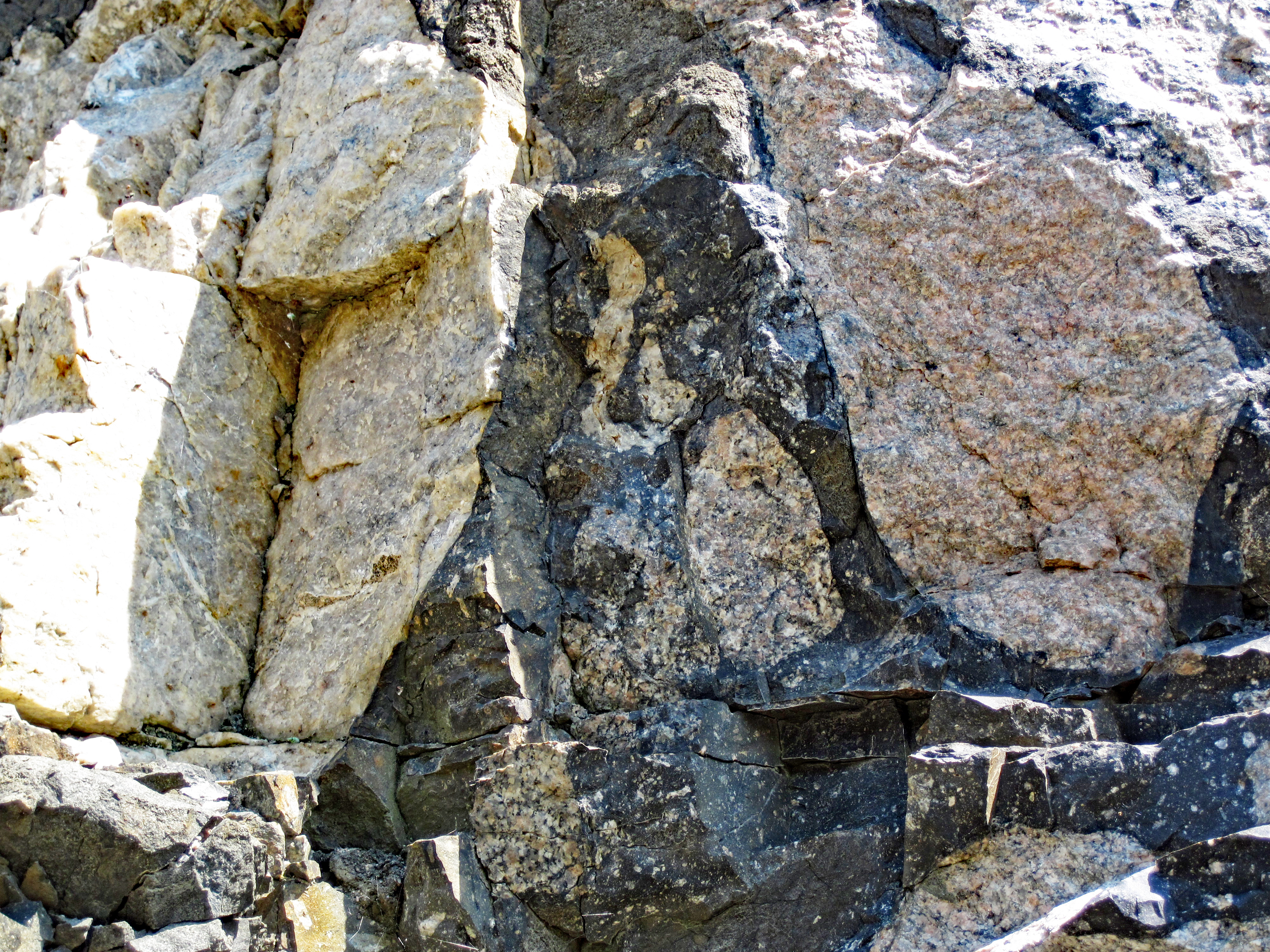
Der 2600 Millionen Jahre alte Cartier Granite wird von der 1850 Millionen Jahre alten Impaktbrekzie (Pseudotachylit) des Sudbury-Meteoritenkraters intrudiert

  - Entstehung der Kareliden  – 3100 bis 2600 Millionen Jahre
    - Lopium-Orogenese in Karelien – 2800 bis 2600 Millionen Jahre
- Dharwar-Kraton in Südindien:
  - Nilgiri-Biligirirangan-Madras-Granulitgürtel mit suprakrustalen Gesteinen – 2800 bis 2600 Millionen Jahre
- Kaapvaal-Kraton:
  - Nordwärts gerichtete Überschiebung von Grünsteingürteln am Nordrand des Kapvaal-Kratons – 2729 ± 19 Millionen Jahre
  - Kanye Volcanic Formation in Botswana – 2769,3 ± 2,3 Millionen Jahre
  - Intrusion des Gaborone-Granitkomplexes in Botswana (Granit vom Rapakiwi-Typus) – 2780,6 ± 1,8 Millionen Jahre
- Kaapvaal-Kraton und Zimbabwe-Kraton:
  - Limpopo-Gürtel
    - Überschiebung der Southern Marginal Zone nach Süden auf den Kaapvaal-Kraton (granulitfazielle Metamorphose) – 2691 ± 7 Millionen Jahre
    - Intrusionen syntektonischer Granitoide in der Central Zone – 2664 bis 2572 Millionen Jahre
- Pilbara-Kraton:
  - Mafischer Gangschwarm um 2772 Millionen Jahren
- Schottland:
  - Borgie Inlier mit einem Protolithenalter von 2800 Millionen Jahre
  - Lewisian des Hebriden-Terrans im Nordwesten Schottlands
    - Ereignis des Badcallians um 2760 Millionen Jahre. Granulitfazielle Metamorphose und Verformung.

  - Hebriden-Terran
    - Inverian-Ereignis in NW-Schottland um 2500 Millionen Jahre
- Superior-Kraton:
  - Blake River Megacaldera, ein Supervulkan in Ontario/Quebec – 2960 bis 2760 Millionen Jahre
  - In Nordamerika geht die Algoman Orogeny um 2500 Millionen Jahre zu Ende. Die Algoman Orogeny ist in Kanada als Kenoran Orogeny bekannt, in Minnesota als Sacred Heart Orogeny.
- Westaustralien:
  - Glenburgh-Terran
    - Krustenbildung an einem vulkanischen Inselbogen – 2730 bis 2600 Millionen Jahre
- Wyoming-Kraton:
  - South Pass Greenstone Belt in Wyoming – 2700 bis 2600 Millionen Jahre